# Natação nos Jogos Pan-Americanos de 2011 - 400 m livre feminino
As competições dos 400 metros livre feminino da natação nos Jogos Pan-Americanos de 2011 foram realizadas no dia 17 de outubro no Centro Aquático Scotiabank, em Guadalajara.

## Medalhistas
| Ouro   | USA Gillian Ryan    |
| Prata  | VEN Andreina Pinto  |
| Bronze | CHI Kristel Kobrich |

## Recordes
Antes desta competição, os recordes mundiais e olímpicos da prova eram os seguintes:
| Tipo                             | Atleta                  | Tempo   | Local         | Data                 | Ref |
| -------------------------------- | ----------------------- | ------- | ------------- | -------------------- | --- |
|                                  | ITA Federica Pellegrini | 3m59s15 | Roma          | 26 de julho de 2009  | ver |
| Recorde dos Jogos Pan-Americanos | USA Elizabeth Hill      | 4m10s48 | Santo Domingo | 13 de agosto de 2003 | ver |

## Resultados

### Eliminatórias
| Pos. | Bateria | Raia | Nadador             | País               | Tempo   | Obs. |
| ---- | ------- | ---- | ------------------- | ------------------ | ------- | ---- |
| 1    | 2       | 4    | Andreina Pinto      | VEN Venezuela      | 4:16.12 | QA   |
| 2    | 3       | 5    | Kristel Kobrich     | CHI Chile          | 4:16.23 | QA   |
| 3    | 1       | 4    | Gillian Ryan        | USA Estados Unidos | 4:16.51 | QA   |
| 4    | 1       | 5    | Patricia Castañeda  | MEX México         | 4:16.91 | QA   |
| 5    | 1       | 6    | Cecilia Biagioli    | ARG Argentina      | 4:16.96 | QA   |
| 6    | 1       | 3    | Joanna Maranhão     | BRA Brasil         | 4:18.85 | QA   |
| 7    | 3       | 4    | Ashley Steenvoorden | USA Estados Unidos | 4:19.16 | QA   |
| 8    | 2       | 5    | Susana Escobar      | MEX México         | 4:20.16 | QA   |
| 9    | 3       | 2    | Yanel Pinto         | VEN Venezuela      | 4:22.56 | QB   |
| 10   | 2       | 2    | Manuella Lyrio      | BRA Brasil         | 4:22.97 | QB   |
| 11   | 2       | 6    | Bridget Coley       | CAN Canadá         | 4:23.04 | QB   |
| 12   | 1       | 2    | Samantha Arevalo    | ECU Equador        | 4:24.81 | QB   |
| 13   | 3       | 3    | Alexia Benítez      | ESA El Salvador    | 4:26.05 | QB   |
| 14   | 2       | 3    | Sherry Liu          | CAN Canadá         | 4:26.80 | QB   |
| 15   | 3       | 6    | Virginia Bardach    | ARG Argentina      | 4:30.23 | QB   |
| 16   | 3       | 7    | Andrea Cedrón       | PER Peru           | 4:33.75 | QB   |
| 17   | 2       | 7    | Britany van Lange   | GUY Guiana         | 4:57.58 |      |

### Final B
| Pos. | Raia | Nadador          | País            | Tempo   | Obs. |
| ---- | ---- | ---------------- | --------------- | ------- | ---- |
| 1    | 2    | Sherry Liu       | CAN Canadá      | 4:18.11 |      |
| 2    | 4    | Yanel Pinto      | VEN Venezuela   | 4:20.13 |      |
| 3    | 6    | Alexia Benítez   | ESA El Salvador | 4:23.53 |      |
| 4    | 3    | Bridget Coley    | CAN Canadá      | 4:26.36 |      |
| 5    | 1    | Andrea Cedrón    | PER Peru        | 4:26.76 |      |
| 6    | 7    | Virginia Bardach | ARG Argentina   | 4:27.31 |      |
| 7    | 5    | Manuella Lyrio   | BRA Brasil      | 4:29.93 |      |

### Final A
| Pos.              | Raia | Nadador             | País               | Tempo   | Obs. |
| ----------------- | ---- | ------------------- | ------------------ | ------- | ---- |
| Medalha de ouro   | 3    | Gillian Ryan        | USA Estados Unidos | 4:11.58 |      |
| Medalha de prata  | 4    | Andreina Pinto      | VEN Venezuela      | 4:11.81 |      |
| Medalha de bronze | 5    | Kristel Kobrich     | CHI Chile          | 4:13.31 |      |
| 4                 | 7    | Joanna Maranhão     | BRA Brasil         | 4:13.71 |      |
| 5                 | 2    | Cecilia Biagioli    | ARG Argentina      | 4:15.41 |      |
| 6                 | 6    | Patricia Castañeda  | MEX México         | 4:17.20 |      |
| 7                 | 8    | Susana Escobar      | MEX México         | 4:17.55 |      |
| 8                 | 1    | Ashley Steenvoorden | USA Estados Unidos | 4:20.51 |      |

Legenda
| Recorde mundial                  | Recorde mundial (World record)               |                       | Recorde africano                      | Recorde africano (African) |                                           | Q | Classificado por posição (Qualified) |
| Recorde dos Jogos Pan-Americanos | Recorde pan-americano (Pan-American record)  | Recorde da América    | Recorde da América (Americas)         | q                          | Classificado por melhor tempo (Qualified) |   |                                      |
| Melhor marca do ano              | Melhor marca do ano (World leading)          | Recorde asiático      | Recorde asiático (Asian)              | DNS                        | Não largou (Did not start)                |   |                                      |
| Recorde nacional                 | Recorde nacional (National record)           | Recorde europeu       | Recorde europeu (European)            | DNF                        | Não terminou (Did not finish)             |   |                                      |
| Recorde pessoal                  | Recorde pessoal do atleta (Personal best)    | Recorde da Oceania    | Recorde da Oceania (Oceania)          | DSQ / DQ                   | Desclassificado (Disqualified)            |   |                                      |
| Recorde da temporada             | Recorde da temporada do atleta (Season best) | Recorde sul-americano | Recorde sul-americano (South America) | NM                         | Sem marca (No mark)                       |   |                                      |